# Zen 6
Zen 6 ("Morpheus") é o nome de uma futura microarquitetura de CPU da AMD, mostrada em seu roteiro em julho de 2024. É o sucessor do Zen 5 ("Nirvana") e acredita-se que use os processos de 3 nm e 2 nm da TSMC. Os processadores de desktop terão o codinome "Medusa" sob o nome Ryzen 10000, enquanto os processadores de servidor Epyc terão o codinome "Venice".
O Zen 6 deve ser lançado em 2026.

## Zen 6c
Assim como nas duas gerações anteriores do Zen, o Zen 6 virá na variante padrão, bem como em uma variante de alta densidade de núcleos chamada Zen 6c ("Monarch").